# Resolució 1640 del Consell de Seguretat de les Nacions Unides
La Resolució 1640 del Consell de Seguretat de les Nacions Unides fou adoptada per unanimitat el 23 de novembre de 2005. Després de reafirmar totes les resolucions sobre la situació entre Eritrea i Etiòpia, especialment la Resolució 1622 (2005), el Consell va exigir que Eritrea aixequés les restriccions al moviment de la Missió de les Nacions Unides a Etiòpia i a Eritrea (UNMEE).
La resolució es va aprovar després que el Consell de Seguretat amenacés amb sancions a ambdós països si esclatava la guerra. Les tropes etíops van violar breument la zona desmilitaritzada i Eritrea va despatxar la resolució com un reflex dels "estretes interessos de les grans potències del món".

## Resolució

### Observacions
En el preàmbul de la resolució, el Consell va expressar la seva preocupació per la decisió del govern d'Eritrea de restringir el moviment de la MINUEE a Eritrea a partir del 5 d'octubre de 2005 i posar limitacions addicionals sobre la seva llibertat de moviment amb implicacions per a la capacitat de la UNMEE de dur a terme el seu mandat. Era alarmat amb aquestes mesures i el seu impacte en el manteniment de la pau i la seguretat entre Eritrea i Etiòpia.
El Consell de Seguretat va reafirmar el paper de la Zona de Seguretat Temporal (ZST) tal com es preveia en l'acord d'Alger i va subratllar que no es podia aconseguir la pau sense la demarcació de la seva frontera comuna. També hi havia preocupació pel fracàs del govern d'Etiòpia per acceptar la decisió vinculant de la comissió de límits i l'alta concentració de tropes a banda i banda de la ZST.

### Actes
El Consell va condemnar les restriccions imposades per Eritrea en la seva missió de la MINUEE, i va exigir la seva reversió total. Va demanar a Etiòpia i Eritrea que exercissin la moderació i s'abstinguessin d'amenaces i l'ús de la força, i que retornessin llurs desplegament de forces als nivells del 16 de desembre de 2004. Es va demanar al secretari general de les Nacions Unides Kofi Annan que informés en un termini de 40 dies sobre el compliment de les demandes del Consell de Seguretat.
La resolució va concloure demanant a Etiòpia que acceptés la decisió de la Comissió de Fronteres d'Etiòpia i Eritrea, i va acollir amb beneplàcit els esforços dels països que aporten contingents de la UNMEE.